# Günter Bechly
Günter Bechly (Sindelfingen, 16 ottobre 1963 – Vitis, 6 gennaio 2025) è stato un paleontologo ed entomologo tedesco, che si è occupato principalmente di insetti fossili (soprattutto odonati).

## Biografia
Bechly ha studiato biologia presso l'Università di Hohenheim e zoologia, parassitologia e paleontologia presso l'Università di Tubinga. Nel 1999 ha terminato la sua tesi di dottorato sulla storia dei fossili e sulla filogenesi delle libellule e degli zigopteri. Dopo aver lavorato per quasi un anno come volontario nel 1999, Bechly è diventato curatore della sezione sui fossili del Museo statale di storia naturale di Stoccarda. Ha fatto visite di ricerca presso il Museum of Comparative Zoology di Harvard e presso altri musei di storia naturale.

## Lavoro
La ricerca di Bechly come paleoentomologo si concentra principalmente sull'evoluzione, sulla filogenesi, e sulla storia fossile di odonati e altri pterigoti e insetti fossili del Giurassico superiore. Bechly ha descritto circa 167 nuove specie e numerosi taxa. La descrizione del nuovo ordine di insetti fossili Coxoplectoptera nel 2011 ha fornito nuovi dati sull'evoluzione delle ali degli insetti e ha ricevuto un'ampia copertura mediatica internazionale.
Nel 2009 Bechly ha organizzato come responsabile del progetto la mostra "Der Fluss des Lebens - 150 Jahre Evolutionstheorie" al Castello di Rosenstein a Stoccarda, che ha attirato oltre 90.000 visitatori ed è stato uno dei più grandi eventi delle celebrazioni del "Darwin Year" in Germania. 
Bechly ha fatto diverse apparizioni alla televisione tedesca.

## Supporto all'Intelligent Design
Nel 2015 Bechly ha reso pubblica la sua critica del neodarwinismo e il suo sostegno alla teoria del disegno intelligente su una nuova pagina web privata e su un blog. Bechly era un cristiano romano cattolico. Sul suo sito web affermava di tenere rigorosamente separate le sue attività private di apologista cristiano e sostenitore dell'Intelligent Design dal suo lavoro scientifico presso il Museo di storia naturale di Stoccarda.

## Eponimia
I seguenti nuovi taxa e nuove specie sono stati chiamati in suo onore:
- Bechlyidae Jarzembowski & Nel, 2002 (una famiglia monotipica di Proto zigotteri del Carbonifero Superiore)
- Bechlya ericrobinsoni Jarzembowski & Nel, 2002 (la più antica libellula del Carbonifero Superiore dell'Inghilterra)
- Gorgopsidis bechlyi Wunderlich, 2004 (un ragno salticida dell'Eocene)
- Colossocossus bechlyi Menon & Heads, 2005 (una cicala gigante del Cretaceo inferiore)
- Protobaetisca bechlyi Staniczek, 2007 (un'efèmera del Cretaceo inferiore)
- Carventus bechlyi Heiss & Poinar, 2012 (un'aradide dell'Oligocene/Miocene)
- Cretevania bechlyi Jennings, J.T., Krogmann, L. & Mew, S.L., 2013

## Pubblicazioni
- Bechly, G. (1996): Morphologische Untersuchungen am Flügelgeäder der rezenten Libellen und deren Stammgruppenvertreter (Insecta; Pterygota; Odonata) unter besonderer Berücksichtigung der Phylogenetischen Systematik und des Grundplanes der *Odonata. - Petalura, spec. vol. 2: 402 pp.
- Bechly, G. (2004): Evolution and systematics. - pp. 7–16 in: Hutchins, M., Evans, A.V., Garrison, R.W. & Schlager, N. (eds): Grzimek's Animal Life Encyclopedia. 2nd Edition. Volume 3, Insects. 472 pp. - Gale Group, Farmington Hills, MI.
- Bechly, G. (2010): Additions to the fossil dragonfly fauna of the Lower Cretaceous Crato Formation of Brazil (Insecta: Odonata). - Palaeodiversity, 3 (Supplement "Contributions to the Willi-Hennig-Symposium on Phylogenetics and Evolution, University of Hohenheim, 29 September – 2 October 2009"): 11-77.
- Bechly, G., Brauckmann, C., Zessin, W. & Gröning, E. (2001): New results concerning the morphology of the most ancient dragonflies (Insecta: Odonatoptera) from the Namurian of Hagen-Vorhalle (Germany). - J. zool. Syst. evol. Res., 39(2001): 209-226.
- Bechly, G., Haas, F., Schawaller, W., Schmalfuss, H. & Schmid, U. (2001): Ur-Geziefer - Die faszinierende Evolution der Insekten. - Stuttgarter Beitr. Naturk. Ser. C, 49: 96 pp.
- Bechly, G., Nel, A., Martínez-Delclòs, X., Jarzembowski, E.A., Coram, R., Martill, D., Fleck, G., Escuillié, F., Wisshak, M.M. & Maisch, M. (2001): A revision and phylogenetic study of Mesozoic Aeshnoptera, with description of several new families, genera and species (Insecta: Odonata: Anisoptera). - Neue paläontologische Abhandlungen, 4: 219 pp.
- Bechly, G. & Wichard, W. (2008): Damselfly and dragonfly nymphs in Eocene Baltic amber (Insecta: Odonata), with aspects of their palaeobiology. - Palaeodiversity, 1: 37-74.
- Fleck, G., Bechly, G., Martínez-Delclòs, X., Jarzembowski, E.A., Coram, R. & Nel, A. (2003): Phylogeny and classification of the Stenophlebioptera (Odonata: Epiproctophora). - Annales de la Société Entomologique de France, n.s. 39(1): 55-93.
- Fleck, G., Bechly, G., Martínez-Delclòs, X., Jarzembowski, E. & Nel, A. (2004): A revision of the Upper Jurassic-Lower Cretaceous dragonfly family Tarsophlebiidae, with a discussion on the phylogenetic positions of the Tarsophlebiidae and Sieblosiidae (Insecta, Odonatoptera, Panodonata). - Geodiversitas, 26(1): 33-60.
- Huguet, A., Nel, A., Martínez-Delclòs, X., Bechly, G. & Martins-Neto, R. (2002): Preliminary phylogenetic analysis of the Protanisoptera (Insecta: Odonatoptera) [Essai d'analyse phylogénétique des Protanisoptera (Insecta: Odonatoptera)]. - Geobios, 35: 537-560.
- Jarzembowski, E.A., Martínez-Delclòs, X., Bechly, G., Nel, A., Coram, R. & Escuillé, F. (1998): The Mesozoic non-calopterygoid Zygoptera: descriptions of new genera and species from the Lower Cretaceous of England and Brazil and their phylogenetic significance (Odonata, Zygoptera, Coenagrionoidea, Hemiphlebioidea, Lestoidea). - Cretaceous Research, 19: 403-444.
- Martill, D.M., Bechly, G. & Loveridge, R.F. (eds) (2007): The Crato Fossil Beds of Brazil: Window into an Ancient World. xvi + 625 pp. - Cambridge University Press, Cambridge, UK.
- Nel, A., Bechly, G., Jarzembowski, E. & Martínez-Delclòs, X. (1998): A revision of the fossil petalurid dragonflies (Insecta: Odonata: Anisoptera: Petalurida). - Paleontologia Lombarda, N.s., 10: 68 pp.
- Nel, A., Bechly, G., Prokop, J., Béthoux, O. & Fleck, G. (2012): Systematics and evolution of Palaeozoic and Mesozoic damselfly-like Odonatoptera of the "protozygopteran" grade. - Journal of Paleontology, 86(1): 81-104.
- Olmi, M. & Bechly, G. (2001): New parasitic wasps from Baltic amber (Insecta: Hymenoptera: Dryinidae). - Stuttgarter Beitr. Naturk. Ser. B, 306: 1-58.
- Schmid, U. & Bechly, G. (2009) (eds): Evolution - Der Fluss des Lebens. - Stuttgarter Beitr. Naturk. Ser. C, 66/67: 197 S. (second revised edition published 2010)
- Staniczek, A., Bechly, G. & Godunko, R.J. (2011): Coxoplectoptera, a new fossil order of Palaeoptera (Arthropoda: Insecta), with comments on the phylogeny of the stem group of mayflies (Ephemeroptera). - Insect Systematics & Evolution, 42: 101-138.